# Ötvöskónyi
Ötvöskónyi is een plaats (község) en gemeente in het Hongaarse comitaat Somogy. Ötvöskónyi telt 904 inwoners (2001).